# O. T. Fagbenle
Olatunde Olateju Olaolorun Fagbenle, más conocido como O.T. Fagbenle (Londres, Reino Unido, 22 de enero de 1981), es un actor, escritor y director británico.

## Biografía
Nace en Londres, de padre nigeriano de la etnia Yoruba (Tunde Fagbenle) y de madre con ascendencia anglo-irlandesa (Ally Bedford). Su nombre (Olatunde) en lengua Yoruba significa "Regrese la Salud". Creció con su madre, llegando a vivir un tiempo en España.
Se formó en la prestigiosa escuela Royal Academy of Dramatic Art RADA en Londres.
Sus hermanos menores son el productor Luti Fagbenle y el director Dapo Fagbenle.

## Carrera
En el 2014 se unió al elenco de la primera temporada de la serie Looking donde dio vida a Frank, el novio de Agustín Lanuez (Frankie J. Álvarez), hasta el 2015.
En el 2015 se unió al elenco principal de la serie The Interceptor donde dio vida a Marcus "Ash" Ahston, un exoficial de la Aduana que se une a la unidad "UNIT", hasta el final de la primera temporada ese mismo año, luego de que la serie fuera cancelada.
En el 2016 se unió al elenco principal de la serie The Five donde interpreta al detective sargento Danny Kenwood, quien luego de asistir a la escena de un crimen descubre que el ADN en la escena le pertenece al hermano de su mejor amigo que había desaparecido años atrás cuando tenía sólo  cinco años.
En septiembre del mismo año se anunció que se había unido al elenco de la nueva serie dramática The Handmaid’s Tale (El cuento de la criada) donde dio vida a Luke, el esposo de June Osborne (Elisabeth Moss), la protagonista, también conocida como Defred, por ser la criada del comandante Fred Waterford (Joseph Fiennes).
En el 2019, fue elegido como Rick Mason en la película del Universo cinematográfico de Marvel, Black Widow (2021).
El 16 de agosto de 2021, se anunció que Fagbenle se había unido al reparto de la serie limitada de Apple TV+ WeCrashed en un papel recurrente como Cameron Lautner.
En 2023, Fagbenle retomó su papel de Rick Mason de Viuda Negra en un cameo en la miniserie de Disney+ Secret Invasion, también ambientada en el MCU.

## Filmografía

### Cine
| Año  | Título                      | Personaje           | Notas         |
| ---- | --------------------------- | ------------------- | ------------- |
| 2006 | Breaking and Entering       | Joe                 |               |
| 2007 | I Could Never Be Your Woman | Sean                |               |
| 2008 | Radio Cape Cod              | Sunday Umankwe      |               |
| 2010 | The Reeds                   | Nick                |               |
| 2014 | Non-Stop                    | Jack Rabbitte (voz) | No acreditado |
| 2021 | Black Widow                 | Rick Mason          |               |

### Televisión
| Año           | Título                   | Personaje               | Notas                                       |
| ------------- | ------------------------ | ----------------------- | ------------------------------------------- |
| 2002          | EastEnders               | Angel Heavy             | 2 episodios                                 |
| 2004          | Casualty                 | Terry O'Brien           | Episodio: «Lock Down»                       |
| 2004          | As If                    | Tyler                   | Recurrente                                  |
| 2004          | Hollyoaks                | James Walker            | 1 episodio                                  |
| 2005          | Doctors                  | Todd Dexter             | Episodio: «Between the Lines»               |
| 2006          | Agatha Christie's Marple | Chris Murphy            | Episodio: «By the Pricking of My Thumbs»    |
| 2006          | Grownups                 | Dean                    | Principal (temporada 1)                     |
| 2006-2008     | Little Miss Jocelyn      | Varios                  | 4 episodios                                 |
| 2007          | The Last Detective       | Gary Green              | Episodio: «Once Upon a Time on the Westway» |
| 2008          | Quarterlife              | John                    | 4 episodios                                 |
| 2008          | Dirt                     | O-T                     | Episodio: «Ties That (Don't) Bind»          |
| 2008          | Doctor Who               | Otro Dave               | 2 episodios                                 |
| 2008          | My Boys                  | Dez                     | Episodio: «The Shirt Contest»               |
| 2008          | Consuming Passion        | Jake                    | Película de televisión                      |
| 2008          | Walter's War             | Walter Tull             | Película de televisión                      |
| 2009          | FM                       | Topher Kiefer           | Elenco principal                            |
| 2009          | Monday Monday            | Mark                    | 1 episodio                                  |
| 2009          | Brothers                 | Walter                  | Episodio: «Snoop Returns»                   |
| 2010          | Material Girl            | Chris                   | Elenco principal                            |
| 2010          | Double Wedding           | Tate                    | Película de televisión                      |
| 2010          | Thorne                   | Dave Holland            | Elenco principal                            |
| 2011          | Happy Endings            | Adrian                  | Episodio: «The Girl with the David Tattoo»  |
| 2011          | Death in Paradise        | Mark Lightfoot          | Episodio: «An Unhelpful Aid»                |
| 2012          | Secrets and Words        | Eddie                   | Episodio: «A Study in Time»                 |
| 2013          | Quick Cuts               | Gavin                   | Elenco principal                            |
| 2013          | Pat & Cabbage            | Steve                   | 1 episodio                                  |
| 2014-2015     | Looking                  | Frank                   | Recurrente                                  |
| 2015          | The Interceptor          | Marcus "Ash" Ashton     | Elenco principal                            |
| 2016          | The Five                 | D.S. Danny Kenwood      | Miniserie                                   |
| 2016          | NW                       | Felix                   | Película de televisión                      |
| 2017–presente | The Handmaid's Tale      | Luke Bankole            | Elenco principal                            |
| 2020          | Maxxx                    | Maxxx                   | Elenco principal                            |
| 2022          | The First Lady           | Presidente Barack Obama | Elenco principal                            |
| 2022          | WeCrashed                | Cameron Lautner         | Elenco recurrente                           |
| 2023          | Invasión Secreta         | Rick Mason              | Episodio: «Harvest»                         |

### Videojuegos
| Año  | Título                          | Personaje           |
| ---- | ------------------------------- | ------------------- |
| 2013 | Assassin's Creed IV: Black Flag | Calico Jack Rackham |

### Teatro
| Año  | Obra                    | Personaje    | Notas                  |
| ---- | ----------------------- | ------------ | ---------------------- |
| 2003 | Romeo and Juliet        | Mercutio     | -                      |
| 2003 | Fallout                 | Perry        | Royal Court Theatre    |
| -    | 6 Degrees of Separation | Paul Poitier | Royal Exchange Theatre |

## Premios y nominaciones
| Año  | Categoría                    | Premio                | Película/Obra           | Resultado |
| ---- | ---------------------------- | --------------------- | ----------------------- | --------- |
| 2015 | Sci Fi/Horror                | Best Short Film Award | MOTH (Man of the House) | Ganador   |
| 2004 | Best Actor in a Leading Role | M.E.N Theatre Award   | 6 Degrees of Seperation | Ganador   |